# Robert Le Béal
Pour les articles homonymes, voir Le Béal.
Robert Le Béal, né Robert Albert Le Béalle le 2 mars 1915 à Paris dans le 15e arrondissement de Paris et mort le 8 mai 1996 dans le 20e arrondissement de Paris, est un acteur français.
Il a figuré comme second rôle dans pas moins de 112 films, films TV, séries TV ou pièces de théâtre télévisées. Sa haute stature lui permettait de jouer les rôles de ministres, de nobles, de personnes distinguées. Il fut marié à la comédienne Jacqueline Dufranne.

## Filmographie

### Cinéma
- 1942 : Les Visiteurs du soir de Marcel Carné
- 1942 : Mermoz de Louis Cuny
- 1944 : Médecins de France de René Lucot - documentaire -
- 1944 : Le Jugement dernier de René Chanas
- 1944 : Mission spéciale de Maurice de Canonge
- 1946 : Rêves d'amour de Christian Stengel : Le major Pictet
- 1946 : Coïncidences de Serge Debecque
- 1946 : L'Idiot de Georges Lampin
- 1946 : La cigogne a rebâti son nid de René Lucot - documentaire -
- 1948 : Erreur judiciaire de Maurice de Canonge
- 1948 : Clochemerle de Pierre Chenal
- 1947 : Les jeux sont faits de Jean Delannoy
- 1947 : Monsieur Vincent de Maurice Cloche
- 1949 : Du Guesclin de Bernard de Latour
- 1949 : Rendez-vous de juillet de Jacques Becker : Jean Bonnard
- 1949 : Occupe-toi d'Amélie de Claude Autant-Lara : Valcreuse
- 1949 : La Belle que voilà de Jean-Paul Le Chanois : Un invité
- 1949 : La Soif des hommes de Serge de Poligny
- 1949 : Le Jugement de Dieu de Raymond Bernard
- 1950 : Méfiez-vous des blondes de André Hunebelle : Le second tueur
- 1950 : Fusillé à l'aube de André Haguet : Un officier
- 1950 : Quai de Grenelle de Emile-Edwin Reinert
- 1950 : L'Aiguille rouge de Emile-Edwin Reinert
- 1950 : Coups de chapeau de Christian Stengel
- 1951 : Une histoire d'amour de Guy Lefranc : Un inspecteur
- 1951 : Boîte de nuit de Alfred Rode : L'ami d'Evelyne
- 1951 : Les Mains sales de Fernand Rivers : Louis
- 1951 : Duel à Dakar de Claude Orval et Georges Combret : Max
- 1952 : Agence matrimoniale de Jean-Paul Le Chanois : Le père stérile
- 1951 : Les Mousquetaires du roi de Marcel Aboulker et Michel Ferry - Film resté inachevé -
- 1952 : Son dernier Noël de Jacques Daniel-Norman : Le professeur étranger
- 1952 : Ce soir on joue Macbeth ou Le Rideau rouge de André Barsacq
- 1952 : Suivez cet homme de Georges Lampin : Un inspecteur
- 1952 : Le Huitième Art et la Manière de Maurice Regamey - court métrage - : Le speaker
- 1952 : Numéro spécial de Maurice Regamey - court métrage -
- 1952 : Week-end à quatre (A Day to Remember) de Ralph Thomas : M. Berthier
- 1952 : Interdit de séjour de Maurice de Canonge : L'avocat de Pierre
- 1952 : The Sword and the Rose- La Rose et l'Épée de Ken Annakin : Le physicien royal
- 1953 : Les Révoltés de Lomanach de Richard Pottier : Martilier
- 1953 : Crainquebille de Ralph Habib : Le substitut
- 1954 : Mam'zelle Nitouche de Yves Allégret : Un acteur
- 1954 : Papa, maman, la bonne et moi de Jean-Paul Le Chanois : L'amateur de théâtre
- 1955 : Le Fils de Caroline chérie de Jean Devaivre : Un militaire
- 1955 : Ces sacrées vacances de Robert Vernay
- 1955 : Le Crâneur de Dimitri Kirsanoff : L'Anglais qui découvre le corps
- 1955 : La Rue des bouches peintes de Robert Vernay
- 1955 : Cherchez la femme de Raoul André
- 1955 : Les Pépées au service secret de Raoul André : Gauthier
- 1955 : Les Indiscrètes de Raoul André
- 1955 : Les Grandes Manœuvres de René Clair : Un officier
- 1955 : Une fille épatante de Raoul André : Richardson
- 1956 : Ce soir les jupons volent de Dimitri Kirsanoff
- 1956 : L'Énigmatique Monsieur D (Foreign Intrigue) de Sheldon Reynolds : Charles
- 1956 : Elena et les Hommes de Jean Renoir : Le docteur
- 1956 : Mitsou de Jacqueline Audry - sous réserves -
- 1956 : Les Lumières du soir de Robert Vernay : Le détective privé
- 1957 : Miss Catastrophe de Dimitri Kirsanoff
- 1957 : Quelle sacrée soirée de Robert Vernay : Le ministre
- 1957 : Comme un cheveu sur la soupe de Maurice Regamey : Le médecin au commissariat
- 1957 : C'est la faute d'Adam de Jacqueline Audry
- 1958 : Le Dos au mur de Édouard Molinaro : Maître Lombard, avocat
- 1958 : Une balle dans le canon de Charles Gérard et Michel Deville
- 1958 : Chaque jour a son secret de Claude Boissol : Le directeur de France-Europe
- 1959 : La Nuit des espions de Robert Hossein : Le colonel Anglais
- 1959 : Katia de Robert Siodmak : Le baron
- 1960 : La Corde raide de Jean-Charles Dudrumet
- 1960 : Préméditation de André Berthomieu : L'inspecteur
- 1960 : Le Baron de l'écluse de Jean Delannoy : Le joueur de golf
- 1960 : Le Pavé de Paris de Henri Decoin
- 1960 : La Princesse de Clèves de Jean Delannoy
- 1960 : Le Capitaine Fracasse de Pierre Gaspard-Huit
- 1961 : Les hommes veulent vivre de Léonide Moguy
- 1961 : Auguste de Pierre Chevalier : Le directeur du "Figaro"
- 1961 : L'Affaire Nina B. de Robert Siodmak
- 1961 : Les Bras de la nuit de Jacques Guymont
- 1962 : Le Masque de fer de Henri Decoin
- 1962 : Le Diable et les Dix Commandements de Julien Duvivier, dans le sketch : Tes père et mère honoreras : Le metteur en scène de théâtre
- 1962 : La Salamandre d'or de Maurice Regamey
- 1963 : La Bonne Route de Jean Belanger - court métrage -
- 1963 : Le Glaive et la Balance de André Cayatte
- 1964 : Une ravissante idiote de Édouard Molinaro : Le capitaine Fellow
- 1965 : Le Vampire de Düsseldorf de Robert Hossein : Schroëder
- 1965 : Fantomas se déchaîne de André Hunebelle : Le ministre qui décore le commissaire
- 1966 : Sale temps pour les mouches de Guy Lefranc
- 1966 : À belles dents de Pierre Gaspard-Huit
- 1966 : Triple Cross - La Fantastique Histoire vraie d'Eddie Chapman de Terence Young : Le lieutenant Cameron
- 1967 : Ces messieurs de la famille de Raoul André : Un collègue de Gabriel
- 1967 : Voyage à deux - (Two for the Road) de Stanley Donen : Le docteur
- 1967 : J'ai tué Raspoutine de Robert Hossein : Dovenko
- 1967 : Les Risques du métier, d'André Cayatte : L'avocat
- 1968 : Sous le signe de Monte-Cristo d'André Hunebelle : L'officier au procès
- 1969 : Ces messieurs de la gâchette de Raoul André : Le patron de Gabriel
- 1969 : Bruno, l'enfant du dimanche de Louis Grospierre : Charles
- 1969 : Hibernatus d'Édouard Molinaro : Le docteur
- 1970 : Le Distrait de Pierre Richard
- 1970 : Le Mur de l'Atlantique de Marcel Camus : L'officier Anglais
- 1970 : Le Gendarme en balade de Jean Girault : Le ministre
- 1971 : Un beau monstre de Sergio Gobbi
- 1971 : La Folie des grandeurs de Gérard Oury
- 1972 : Le Temps d'aimer (A Time for Loving) de Christopher Miles
- 1972 : Le Charme discret de la bourgeoisie de Luis Buñuel : Le couturier
- 1972 : César et Rosalie de Claude Sautet : Le maire
- 1973 : Le Serpent d'Henri Verneuil : Le directeur de l'aéroport
- 1973 : Chacal - The day of the Jackal de Fred Zinnemann
- 1973 : Les Aventures de Rabbi Jacob de Gérard Oury : Un invité au mariage
- 1974 : Vincent, François, Paul... et les autres de Claude Sautet : Le père de Marie
- 1975 : Flic Story de Jacques Deray
- 1975 : Opération Lady Marlène de Robert Lamoureux : Le colonel Harrison
- 1976 : Blondy (Germicide) de Sergio Gobbi : Un diplomate
- 1977 : Vous n'aurez pas l'Alsace et la Lorraine de Coluche : Un homme distingué
- 1980 : La Boum de Claude Pinoteau : Colbert
- 1982 : Le Bourgeois gentilhomme de Roger Coggio
- 1982 : Le Cadeau de Michel Lang : Pierrot
- 1982 : La Boum 2 de Claude Pinoteau : Colbert
- 1982 : Si elle dit oui... je ne dis pas non de Claude Vital
- 1984 : Les parents ne sont pas simples cette année de Marcel Jullian : Le colonel
- 1985 : Les Rois du gag de Claude Zidi : Le client de l'épicerie
- 1990 : Une étoile pour deux - A Star for Two de Jim Kaufman

### Télévision

#### Téléfilms
- 1970 : Ne vous fâchez pas Imogène de Lazare Iglesis : Wardlaw
- 1973: Masque aux yeux d'or de Paul Paviot : Le maréchal Mac Mahon
- 1974 : Plaies et Bosses de Yves-André Hubert : O'Hagan
- 1979 : La Belle Vie de Jean Anouilh réalisé par Lazare Iglésis : un vieil homme d'affaires
- 1983 : Cinéma 16 - téléfilm Un psy pour deux de Serge Korber
- 1986 : Maestro de Serge Korber : Le ministre
- 1990 : La Nuit africaine de Gérard Guillaume : Le général Messimy

#### Séries télévisées
- 1955 : Sherlock Holmes épisode 22 : The Case of the Deadly Prophecy de Sheldon Reynolds : Manelli
- 1963 : Commandant X - épisode 4 : Le dossier boîte aux lettres (série de 8 ép.) : Le général
- 1967 : L'Amateur ou S.O.S. Fernand - épisode 4 : La cleptomane
- 1967 : Le Monde parallèle
- 1969 : Fortune : Burnett
- 1972 : François Gaillard ou la vie des autres, feuilleton télévisé de Jacques Ertaud - épisode 2 - Michel (série de 8 ép) : Le président
- 1972 : Les Boussardel : Le commissaire
- 1973 : Joseph Balsamo, feuilleton télévisé d'André Hunebelle
- 1973 : Pour Vermeer de Jacques Pierre
- 1973 : La Porteuse de pain - épisode #1.6 : Le directeur
- 1973 : L'Éducation sentimentale  (mini-série) : Un industriel
- 1975 : Salvator et les Mohicans de Paris -  épisode #2.2 de Bernard Borderie :  Le marquis de Dampierre
- 1975 : Les Grands Détectives de Jean Herman, épisode : Monsieur Lecoq : Le commissaire
- 1975 : Marie-Antoinette - épisode 1 et 2 (série de 4 ép)
- 1976 : La Vérité tient à un fil : Delaporte
- 1977 : Histoire de la grandeur et de la décadence de César Birotteau
- 1977 : Bonsoir chef : Le directeur de l'hospice
- 1978 : Émile Zola ou la Conscience humaine - épisode 2 - J'accuse  :  Castro
- 1981 : Nana - épisodes #1.1 à 4 :  Le commissaire aux courses
- 1987 : Florence ou La vie de château - épisode 1.4 - Roman-photo   : Le ministre du temps libre
- 1988 : Un château au soleil
- 1989 : Marie Pervenche - épisode#3.5 : Les travailleurs de la terre de Claude Boissol :  Le Ligaudan

#### Au théâtre ce soir
- 1972 : Double Jeu de Robert Thomas, mise en scène Jacques Charon, réalisation Pierre Sabbagh, Théâtre Marigny
- 1973 : La Reine blanche  de Pierre Barillet et Jean-Pierre Grédy, mise en scène Jacques Sereys, réalisation Georges Folgoas, Théâtre Marigny
- 1974 : L'Amant de madame Vidal de Georges Berr et Louis Verneuil, mise en scène Michel Roux, réalisation Georges Folgoas, Théâtre Marigny
- 1974 : Madame Sans Gêne de Victorien Sardou et Émile Moreau, mise en scène Michel Roux, réalisation Georges Folgoas, Théâtre Marigny
- 1975 : Le Pape kidnappé de João Bethencourt, adaptation André Roussin, mise en scène René Clermont, réalisation Pierre Sabbagh, Théâtre Édouard VII
- 1978 : Miam miam ou le Dîner d'affaires de Jacques Deval, mise en scène Jean Le Poulain, réalisation Pierre Sabbagh, Théâtre Marigny
- 1979 : Miss Mabel de Robert Cedric Sherriff, mise en scène René Clermont, réalisation Pierre Sabbagh, Théâtre Marigny
- 1980 : La Claque d'André Roussin, mise en scène Georges Vitaly, réalisation Pierre Sabbagh, Théâtre Marigny

## Théâtre
- 1945 : Arsenic et vieilles dentelles de Joseph Kesselring, mise en scène Jacques-Henri Duval, Théâtre de l'Athénée
- 1945 : L'Agrippa ou la folle journée d'André Barsacq, mise en scène André Barsacq, Théâtre de l'Atelier
- 1946 : Dix Petits Nègres d'Agatha Christie, mise en scène Roland Piétri, Théâtre Antoine
- 1949 : Les Mains sales de Jean-Paul Sartre, mise en scène Pierre Valde, Théâtre Antoine
- 1949 : Miss Mabel de R.C. Sherriff, mise en scène Jean Mercure, Théâtre Saint-Georges
- 1951 : Survivre de Michel Philippot, mise en scène Émile Dars, Théâtre des Noctambules
- 1957 : Vous qui nous jugez de et mise en scène Robert Hossein, Théâtre de l'Œuvre
- 1958 : La Paix du dimanche de John Osborne, mise en scène Raymond Gérôme, Théâtre des Mathurins
- 1959 : De sept heures à sept heures de Guillaume Hanoteau et Philippe Georges d'après Robert Cedric Sherriff, mise en scène Max Mégy, Théâtre des Arts
- 1963 : Six Hommes en question de Frédéric Dard & Robert Hossein, mise en scène Robert Hossein, Théâtre Antoine
- 1966 : L'Obsédé de John Fowles adaptation France Roche, mise en scène Robert Hossein, Théâtre des Variétés
- 1967 : Quarante Carats de Pierre Barillet et Jean-Pierre Grédy, mise en scène Jacques Charon, Théâtre de la Madeleine
- 1968 : La Moitié du plaisir de Steve Passeur, Jean Serge & Robert Chazal, mise en scène Robert Hossein, Théâtre Antoine, Théâtre des Variétés
- 1970 : Double Jeu de Robert Thomas, mise en scène Jacques Charon, Théâtre Edouard VII
- 1971 : La Bande à Bonnot de Henri-François Rey, mise en scène Pierre Vielhescaze, Théâtre de l'Ouest parisien
- 1973 : Madame Sans Gêne de Victorien Sardou et Emile Moreau, mise en scène Michel Roux, Théâtre de Paris
- 1975 : Le Pape kidnappé de João Bethencourt, mise en scène René Clermont, Théâtre Edouard VII
- 1978 : Miam miam ou le Dîner d'affaires de Jacques Deval, mise en scène Jean Le Poulain, Théâtre Marigny
- 1980 : Talleyrand à la barre de l'histoire d'André Castelot, mise en scène Paul-Emile Deiber, Théâtre du Palais Royal
- 1983 : Joyeuses Pâques de Jean Poiret, mise en scène Pierre Mondy, Théâtre Edouard VII

## Doublage
Cinéma
- 1958 : Duel dans la Sierra : le shérif (Richard Cutting)
- 1953 : L'Équipée sauvage : Red (John Tarengelo)
- 1954 : Johnny Guitare : Eddie  (Paul Fix)
- 1957 : Règlements de comptes à OK Corral : Johnny Ringo (John Ireland)
- 1958 : Le Gaucher : Brady (Robert Foulk)
- 1959 : L'Homme aux colts d'or : Henry Richardson (Vaughn Taylor)
- 1961 : Les Chevaliers du démon : Sir Hugh Manning (Francis Matthews)
- 1964 : Parmi les vautours : Jackie (Ilija Ivezić)
- 1969 : La Bataille d'El Alamein : Général von Thoma (Tom Felleghy)
- 1969 : Sam Whiskey le dur : Mr. Perkins (William Schallert)
- 1969 : Davey des grands chemins : Richardson (Nigel Davenport)
- 1970 : Tora ! Tora ! Tora ! : Le Brigadier-Général Leonard T. Gerow (Harlan Warde)
- 1978 : Les Dents de la mer 2 : l'homme en colère qui porte plainte (Bill Green)
- 1980 : Stardust Memories : un médecin[Qui ?]

Télévision
- 1971 : La Dernière Chance : Dr Sam Tyler (Philip Bourneuf)
- 1973-1983 : La Petite Maison dans la prairie : Dr Hiram Baker  (Kevin Hagen)
- 1973 : Chantage à Washington (téléfilm) : le sénateur Havilland (Bill Quinn)

Animation
- 1967 : Aglaé et Sidonie, série télévisée –  Agénor, le coq (1revoix)